# Kościół Matki Boskiej Wspomożenia Wiernych w Łukowicy
Kościół Matki Boskiej Wspomożenia Wiernych w Łukowicy – murowana świątynia rzymskokatolicka w miejscowości Łukowica, będąca kościołem parafialnym tamtejszej parafii pw. św. Andrzeja Apostoła.

## Opis
Nowoczesny kościół wzniesiono w Łukowicy tuż obok zabytkowej świątyni pw. św. Andrzeja w latach 1984-1995, według planów sporządzonych przez Andrzeja i Leszka Gonciarzów. Konsekracji dokonał biskup Józef Życiński 21 maja 1995. 
Jest to prosty jednonawowy kościół o jasnym, przestronnym wnętrzu. W jego bryle wyróżnia się zwłaszcza wysoka czworoboczna wieża o ciekawej architekturze. Z prawej strony znajduje się kaplica boczna poświęcona Matce Bożej Nieustającej Pomocy.
W ołtarzu głównym znajduje się posąg Matki Bożej Wspomożenia Wiernych, będący kopią zaginionej figury, otoczonej kultem w zabytkowym kościółku. Matka Boża przedstawiona została z Dzieciątkiem na rękach, ubrana w błękitną szatę, z berłem w ręku. Głowy Maryi i Jezusa zdobią korony. Dodatkowo nad głową Maryi znajduje się aureola z 12 gwiazd, wykonana w 2008. Poniżej figury umieszczono pięknie zdobione tabernakulum.  

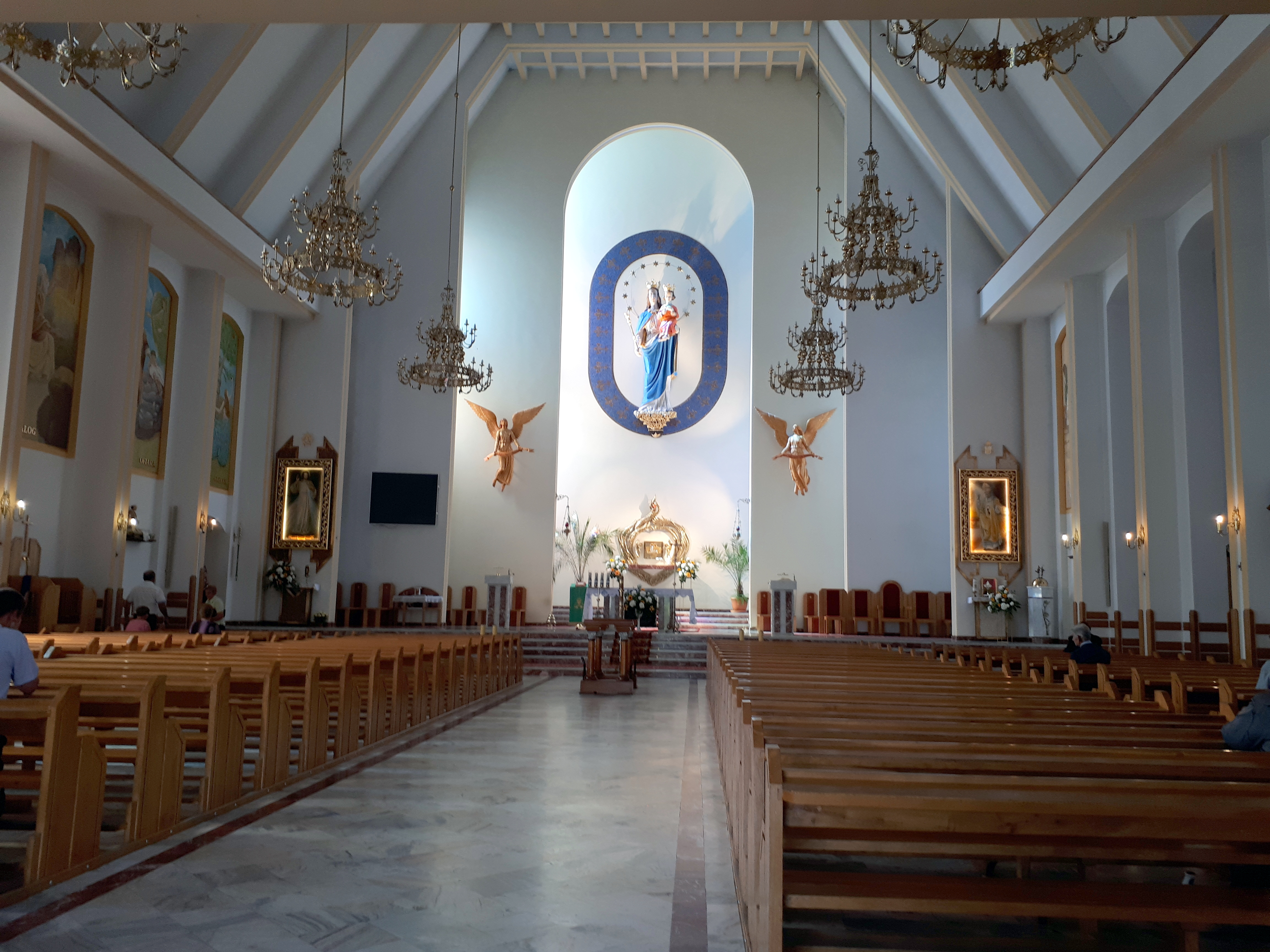
Wnętrze świątyni